# 北陸中日新聞

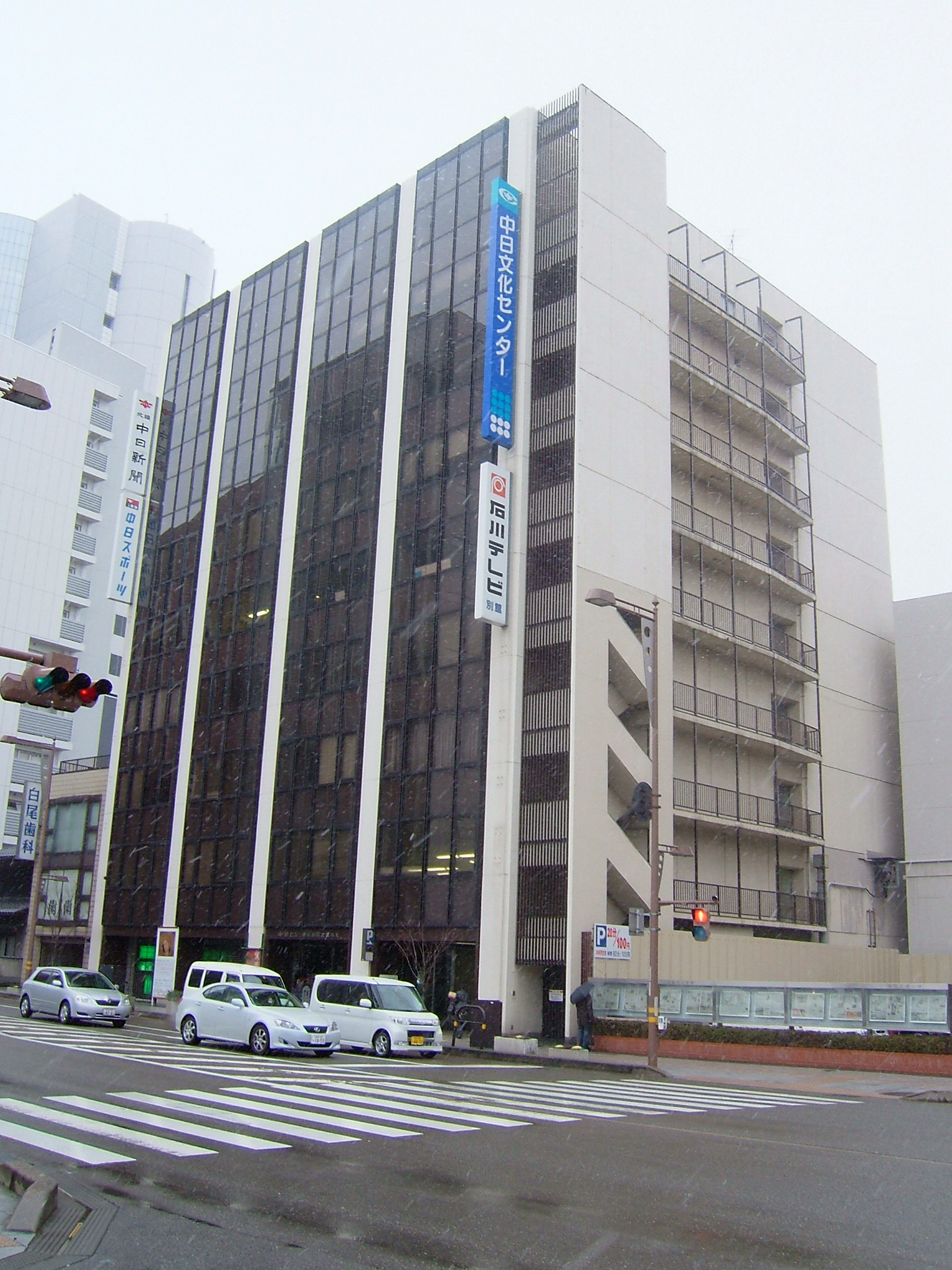
中日新聞旧北陸本社 (金沢中日ビル、現存せず)

北陸中日新聞（ほくりくちゅうにちしんぶん）は、中日新聞北陸本社（石川県金沢市）が発行している日本の日刊新聞。中日新聞社が主に東海地方・関東地方（東京新聞として）で発行する中日新聞の北陸版である。
2024年7-12月の発行部数（日本ABC協会調べ、6か月平均）は66,244部。夕刊は2025年3月31日付で発行を終了した。通称は北陸中日（ほくりくちゅうにち）または北中（ほくちゅう）。

## 概要
1952年に北日本新聞社が『北陸新聞』として創刊。翌年百貨店の大和が経営を引き継いだ後、1960年に中部日本新聞社（現・中日新聞社）が北陸新聞の発行・編集権を買収。北陸新聞を「北陸中日新聞」に改称し、同紙を発行。1967年に中日新聞北陸本社から発行されるようになる。
かつて北中は北陸3県（富山県、石川県、福井県）に向けて発行していたが、現在は富山県と石川県の2県のカバーとなっている。福井県内向けは、1992年に経営不振に陥っていた同県の地方紙「日刊福井」を買収し、1993年に北中・福井版と紙面統合。1994年には「日刊県民福井」（県福）として発行するようになった。夕刊は石川県（一部除く）のみで発行。ただし現在でも、富山・福井両県内のごく一部で北中の夕刊などが販売されている場合もあるほか、福井県では福井市など極限られた地域で本社発行の中日新聞も併売されている。2025年2月、同年3月31日付で夕刊の発行を休止することを発表した。
紙面の一部は中日新聞・東京新聞と紙面共有している（「こちら特報部」など）。なお福井県内では、県福とは別に名古屋発行の中日新聞・福井版が一部地域で発行されている。2016年7月、北中の富山県向けの朝刊、および中日スポーツの石川・富山版を、2017年秋からの予定で、競合地方紙の北國新聞白山工場（運営「株式会社ショセキ」）に委託することで業務提携を結んだと発表した。なお、北中の石川県向け朝刊はこれまで通り北中の工場にて印刷し、中スポの福井・京滋版、ならびに県福の各紙は岐阜市にある中日新聞岐阜工場で印刷する。

## 沿革
- 1952年3月5日：北日本新聞社が石川県で北陸新聞を創刊[6]。
- 1960年
  - 3月：中部日本新聞社（現在の中日新聞社）と業務提携。
  - 11月1日：北陸中日新聞社を設立し、北陸中日新聞を発刊。旧北陸新聞時代の紙齢3131号を北陸中日新聞に継承[6]。
- 1965年7月1日：北陸中日新聞の営業権を中部日本新聞社に譲渡[6]。
- 1967年12月1日：中日新聞北陸本社を発足[6]。
- 1993年1月3日：北陸中日新聞の福井県版を日刊福井（現在の日刊県民福井）に統合、北陸本社が新聞製作・印刷を開始する[7]。
- 2010年10月12日：北陸本社を金沢市駅西本町に移転[8]。
- 2011年3月31日：北陸本社管轄の幸工場（金沢市北安江）で朝日新聞（大阪本社発行の石川県・富山県版）[9][10]および日本農業新聞[11]の受託印刷を開始。
- 2013年3月1日：購読者向けのインターネットサービス「中日新聞プラス」（2020年5月27日に「中日新聞Web」へ移行）でのサービスを開始[12]。
- 2024年
  - 1月 - 能登半島地震への対応として、石川県向け朝刊最終版紙面を「中日新聞電子版」で臨時に無料公開（ - 3月31日）[13]。
  - 4月1日 - 上記の「中日新聞電子版」にて石川県向け朝刊最終版紙面を中日新聞（しずおか版を含む）・北陸中日新聞・日刊県民福井の宅配購読者向けサービスとして正式に公開開始[14]。
  - 5月1日 - 朝刊1面を中日新聞に準じたレイアウトに変更。当日の紙面から印象的なコメントをピックアップした「言の葉」欄を題字横に新設[注 1]。天気予報欄は、北陸地方を中心とした予報・天気図・概況を1面コラム「中日春秋」横に残した一方で、全国主要都市の予報を第二社会面へ移設した[15]。
- 2025年3月31日 - 原材料費や輸送費の高騰のため[16]、この日の発行をもって夕刊を休刊した[3]。

## 発行所
本社
- 郵便番号920-8573 石川県金沢市駅西本町二丁目12番30号
  - 2010年10月12日に、編集・制作・業務部門と中日広告社、中日サービス、日刊県民福井などの機能が移転した[8]。

印刷部
- 石川県金沢市北安江三丁目10番3号（北陸中日新聞幸ビル）
  - 北陸中日新聞、中日スポーツ（北陸版）、朝日新聞（大阪本社発行版）及び日本農業新聞の石川・富山向けの新聞を印刷。

旧本社
- 石川県金沢市南町3番20号（金沢中日ビル）
  - 石川テレビ放送の別館（現在は本社機能を統合し廃止）、富山テレビ放送の金沢支社、金沢中日文化センターなどが入居していた。

## 支局・通信局・通信部
現在の支局など詳細は、公式サイトの地域の取材網を参照。

### 支局
石川県
- 小松、白山、七尾

富山県
- 富山、高岡

### 通信局
石川県
- 加賀、輪島、羽咋

富山県
- 砺波、魚津、黒部

### 通信部
石川県
- 津幡、鶴来、能美、珠洲、穴水、能登、志賀、門前

富山県
- 南砺、氷見、八尾

## 題字の地紋
- 北陸中日新聞の題字の地紋には、発行エリアの名所名物である、兼六園の徽軫灯籠、花見橋、金沢城、金沢駅、チューリップ、漆器の椀、北陸新幹線の絵が描かれている。

## 紙面割り
2010年11月1日の紙面リニューアルによって、地域面の地紋が刷新された。2018年6月1日には、石川の地域面を全面改訂し各地域面が2面構成、合計6面構成と変更されている。同時に、野々市市の地域分けを「かが白山」面から「金沢」面へと変更している。なお、富山県では夕刊を発行していないため石川県で割り当てられている地域面6面構成のうち、2面が地域面、4面が夕刊掲載紙面となっている。

### 石川・富山共通
- ほくりく経済（火曜日から土曜日に掲載）
- popress（ポプレス、若手記者による企画記事）- 不定期掲載

### 地域版
石川県
- 各地域面
  - 金沢：金沢市・野々市市・かほく市・河北郡
  - かが白山：白山市・小松市・加賀市・能美市・川北町
  - 能登：羽咋市・七尾市・輪島市・珠洲市・羽咋郡・鳳珠郡・鹿島郡

富山県
- 富山総合
- 富山
  - 石川県のように各地域ごとの紙面設定はしていない。

## テレビ・ラジオ欄
2012年3月17日に、BSの新チャンネル「Dlife」（閉局）が開局したことに伴い、掲載するチャンネルおよび放送局が変更された。これまで、ラジオ面に掲載されていたFM福井、FM長野の番組表がこの日から掲載を取り止めた。中日系の新聞では民放系のBSチャンネルが唯一最終面に掲載されておらず、紙面の3分の1が広告となっている（これは石川県・富山県の各地方紙でも同様の扱いとなっている）。石川県版の夕刊ではFMとやまも掲載されていなかった。
1990年3月24日まで、テレビ欄・ラジオ欄は北陸3県共通であった。1990年3月20日のエフエム石川サービス放送開始、1990年3月25日のテレビ金沢サービス放送開始以降、石川県版・富山県版・福井県版（現在の日刊県民福井）に分けて掲載することとなった。石川県が民放3局・富山県が民放2局だった1990年9月23日まで、石川県内版では石川県・富山県・福井県の全テレビ局をフルサイズで掲載していた。チューリップテレビ・北陸朝日放送開局により、段階的に富山県・福井県のテレビ欄がフルサイズからハーフサイズへと変更された。
2022年10月31日にBSスカパー!が閉局し、翌11月1日付からBS松竹東急とBSJapanext → BS10の番組表を新たに掲載した。これに代わる形でスターチャンネル1の番組表も同日から掲載を取り止めた。
番組紹介には例として「石川・BBT」と石川・富山の放送局名が書かれている。2000年代初頭までは「石川・BBT・福井（福井テレビ）」といった形で福井県内の放送局名も書かれていた。
2023年12月1日付からBSよしもとの番組表をこの日から放送を停止したNHK BSプレミアムに代わって掲載。BS松竹東急は最終面に移設し、スター・チャンネル1の番組表が最終面に掲載を再開した。
2025年7月1日から前日に閉局したBS松竹東急に代わってBS10が中面から移動し、空いたスペースに日本映画専門チャンネルが掲載されるようになった。

### 朝刊最終面
石川県
- フルサイズ：NHK総合、NHKEテレ、石川テレビ[注 2]、MROテレビ[注 3]、テレビ金沢、HAB
- ハーフサイズ：NHK BS
- 4分の1サイズ：NHK BSプレミアム4K、NHK BS8K、BS10 テン、BS10スターチャンネル、BBT、チューリップ、KNBテレビ、福井テレビ、FBCテレビ（1990年代までは新潟放送の番組表も掲載されていた）

富山県
- フルサイズ：NHK総合、NHKEテレ、BBT、チューリップ、KNBテレビ、HAB
- ハーフサイズ：NHK BS、石川テレビ
- 4分の1サイズ：NHK BSプレミアム4K、NHK BS8K、BS10 テン、BS10スターチャンネル、MROテレビ、テレビ金沢、新潟放送

### 朝刊中面
かつては富山県向けにケーブルテレビのコミュニティチャンネルが掲載されていたが、現在は廃止されコミュニティ放送（コミュニティFM）を除き掲載局を統一している。
石川県・富山県共通
- ラジオ
  - ハーフサイズ - NHK第一、NHK第二、MROラジオ、KNBラジオ、FM石川、FMとやま、NHKFM
  - 3分の1サイズ - FBC福井
  - 4分の1サイズ：ラジオNIKKEI
- BS
  - 3分の1サイズ - BS日テレ、BS朝日、BS-TBS、BSテレ東、BSフジ、WOWOWプライム、BSよしもと
  - 4分の1サイズ - WOWOWライブ、WOWOWシネマ、BS日本映画専門（これのみ2行に分けて表示）
  - 極少サイズ - BS11 イレブン、BS12 トゥエルビ
- ケーブルテレビガイド（朝刊のみ）
  - Movie Plus、スーパー!ドラマTV、Dlife、スカイA、チャンネルNECO、スペースシャワーTV、J SPORTS（1・2・3）、GAORA、MTV、日本映画専門チャンネル（重複して掲載されている）、時代劇専門チャンネル、ファミリー劇場、囲碁・将棋チャンネル、衛星劇場、放送大学（以前はレジャーチャンネルも掲載されていたが非掲載となった）

コミュニティ放送（地域面に掲載）
- 石川県
  - ラジオかなざわ、FMかほく、えふえむ・エヌ・ワン（金沢）
  - ラジオこまつ（かが白山）
  - ラジオななお（能登）
- 富山県
  - 富山City-FM、ラジオたかおか、ラジオ・ミュー

### 夕刊（休刊時点のデータ）
全て最終面に掲載。
- 地上波：NHK総合、NHK Eテレ、石川テレビ、MROテレビ、テレビ金沢、HAB（富山、福井の地上波は夕刊非掲載だった）
- BS：NHK BS、NHK BSプレミアム4K、WOWOWプライム、BS日テレ、BS朝日、BS-TBS、BSテレ東、BSフジ、BS松竹東急、BS11 イレブン、BS12 トゥエルビ、NHK BS8K、BS10スターチャンネル
- ラジオ：NHK第一、NHKI第二、MROラジオ、FM石川、NHKFM、KNBラジオ、FBC福井、ラジオNIKKEI

### 週間番組ガイド
テレビは日曜日のサンデー版中面に1週間分の番組表が掲載される。なお、FMの週間番組表はかつて土曜日朝刊本紙に掲載されたが、2020年5月30日を最後に掲載を取りやめた。サンデー版になる以前は福井テレビ・FBCテレビの番組表もフルサイズで掲載していた。
- 地上波：NHK総合、NHK Eテレ、石川テレビ、MROテレビ、テレビ金沢、HAB、BBT、チューリップ、KNBテレビ
- BS：NHK BS、NHK BSプレミアム4K、BS日テレ、BS朝日、BS-TBS、BSテレ東、BSフジ、WOWOWプライム、BS11 イレブン、BS12 トゥエルビ

## 連載漫画
- 『ねえ、ぴよちゃん』（青沼貴子）

## イメージキャラクター
- 京田陽太（中日ドラゴンズ[注 4]、2018年2月 - 2020年2月）
  - 京田陽太起用前は中日新聞・東京新聞と同じく高橋尚子・吉瀬美智子・米倉涼子がテレビCMに出演していた。
- 海老瀬はな（2020年3月 - 2021年2月）[17]
  - なお、2021年3月からの北陸中日新聞のCMでは、モデルの木谷有里が出演しているが[18]、インタビューの聞き手として出演しており、イメージキャラクターとしての起用ではない。
- 桂空治（2024年3月 - ）石川県能美市出身の落語家。

## 関連放送事業者
- 石川テレビ放送
- テレビ金沢
- 北陸朝日放送
- 富山テレビ放送
- エフエム石川
- 富山エフエム放送